# Barbara Barrett
Pour les articles homonymes, voir Barrett.
Barbara McConnell Barrett est une femme d'affaires, diplomate et femme politique américaine.

## Biographie
Barbara est né le 26 décembre 1950.
Comme femme pilote, elle est la première femme à se poser sur un porte-avion avec un F-18.

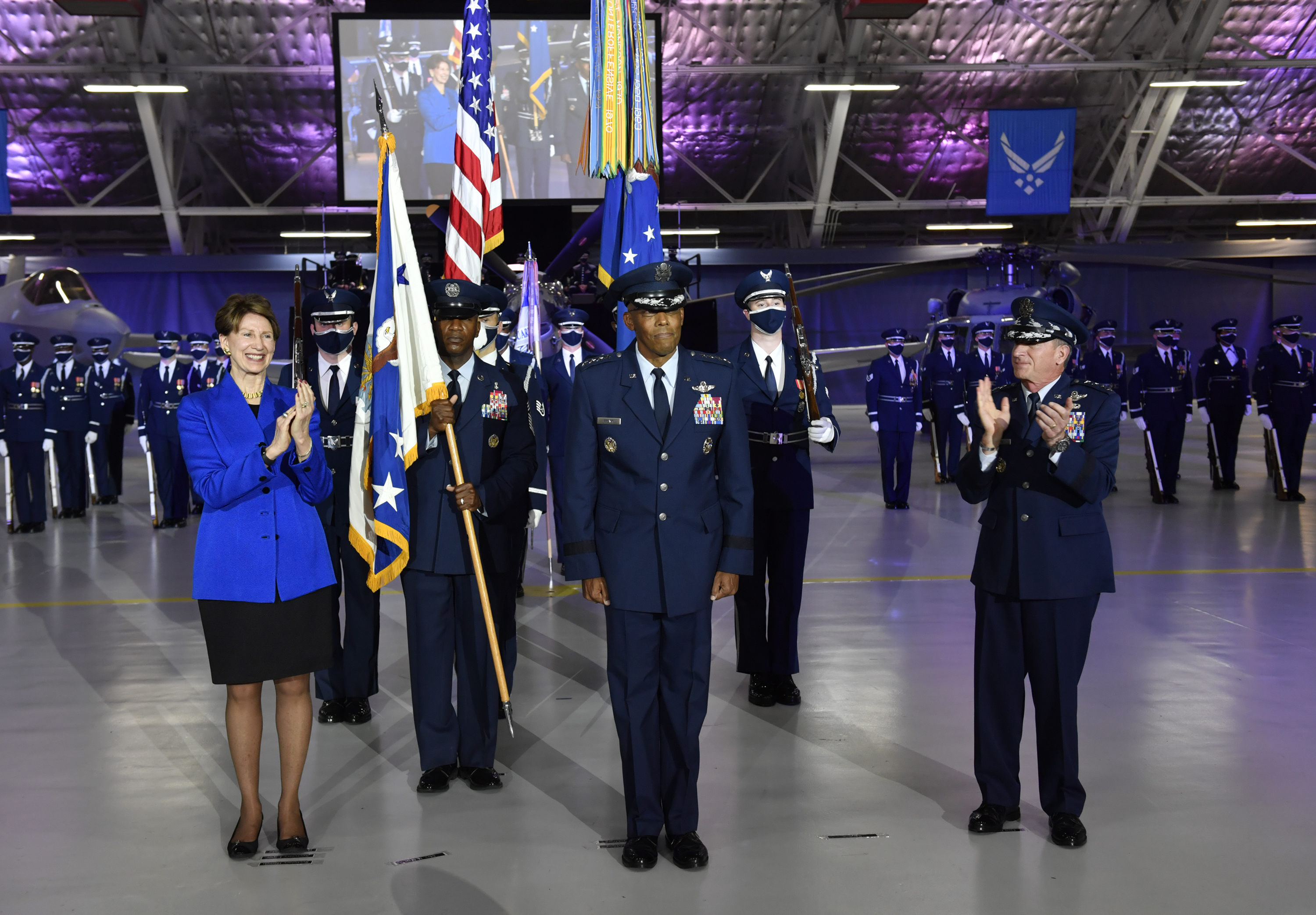
La secrétaire à la Force aérienne lors de la cérémonie de passation entre David L. Goldfein et Charles Q. Brown Jr.

Elle a été ambassadrice en Finlande entre 2008 et 2009, puis la 25e secrétaire à la Force aérienne des États-Unis, en remplacement de Heather Wilson, entre 2019 et 2021.
Elle a été sélectionnée comme membre d'équipage de remplacement des missions Soyouz TMA-14 et Soyouz TMA-16, en tant que touriste spatial.